# Saint Paul, Missouri
Saint Paul är en ort i Saint Charles County i Missouri. Vid 2020 års folkräkning hade Saint Paul 3 005 invånare.